# قائمة رؤساء وزراء باكستان
رئيس وزراء جمهورية باكستان الإسلامية (بالأردوية: وزير اعظم)‏ هو الرئيس التنفيذي للحكومة الباكستانية. يتولى رئيس الوزراء مسؤولية إدارة الإدارة من خلال مجلس الوزراء الباكستاني، وصياغة السياسات الوطنية لضمان حماية مصالح الأمة من خلال مجلس المصالح المشتركة وكذلك اتخاذ قرار الدعوة لانتخابات البرلمان الباكستاني. منذ عام 1947، كان لباكستان ثمانية عشر رئيس وزراء، باستثناء رؤساء الوزراء المؤقتين.

علم رئيس وزراء باكستان

بعد تقسيم الهند البريطانية في منتصف ليل 14/15 أغسطس 1947، اتبعت باكستان النظام البريطاني من خلال إنشاء منصب رئيس الوزراء. أخذ الحاكم العام لباكستان آنذاك محمد علي جناح نصيحة الآباء المؤسسين للأمة وعين لياقت علي خان لتأسيس الحكومة في 15 أغسطس 1947. قبل النظام الرئاسي في عام 1960، خدم سبعة رؤساء وزراء بين عام 1947 حتى الأحكام العرفية في عام 1958. مُنحت السلطات والسلطات التنفيذية لرئيس الوزراء عندما صدرت المجموعة الكاملة من دستور باكستان في عام 1973، لكن هذا المنصب توقف عن العمل الفعلي بعد قانون عرفي آخر في عام 1977. بعد الانتخابات العامة التي أجريت في عام 1985، عاد المكتب إلى الوجود. بين عامي 1988-1999، شغل المنصب كل من بينظير بوتو من حزب الشعب الباكستاني ونواز شريف من حزب الرابطة الإسلامية الباكستانية (ن) لفترتين غير متتاليتين. بوتو خلال الفترة 1988-1990 و1993-1996؛ وشريف خلال 1990-1993 و1997-1999.
كانت رئاسة جندريكار هي الأقصر في تاريخ باكستان، حيث خدم 60 يومًا فقط من ولايته. ونواز شريف هو أطول رئيس وزراء خدمة. أعيد انتخاب شريف لولاية ثالثة غير متتالية في 5 يونيو 2013، وهو رقم قياسي في تاريخ باكستان. كانت السياسة باكستان تحت سيطرة الجيش في القوات المسلحة الباكستانية، لكن تسيطر عليها الآن الأحزاب السياسية.

## رؤساء الوزراء
| الترتيب     | الصورة                                                                                     | الاسم                                                        | استلم المنصب   | ترك المنصب             | المدة             | الانتخابات | الحزب (تحالف)                     | الحزب (تحالف) | ملاحظات |
| ----------- | ------------------------------------------------------------------------------------------ | ------------------------------------------------------------ | -------------- | ---------------------- | ----------------- | ---------- | --------------------------------- | ------------- | --- |
| 1           | A black-and-white head and shoulder shot of a man with spectacles, wearing coat and a tie. | لياقت علي خان نوابزادہ لیاقت علی خان (1895–1951)             | 14 أغسطس 1947  | 16 أكتوبر 1951 (اغتيل) | 4 سنوات و63 أيام  | –          | الرابطة الإسلامية                 |               | بناءً على المشورة التي قدمها الأب المؤسس للأمة، قام الحاكم العام محمد علي جناح بتعيين ودعوة وزير المالية لياقت علي خان لتأسيس الحكومة في عام 1947. اغتيل في عام 1951، وتولى خواجة ناظم الدين منصبه. |
| 2           | A black-and-white head and shoulder shot of a man wearing coat and Jinnah cap.             | خواجة ناظم الدين خواجہ ناظم الدین (1894–1964)                | 17 أكتوبر 1951 | 17 أبريل 1953          | 1 سنة و182 أيام   | –          | الرابطة الإسلامية                 |               | أصبح ناظم الدين رئيس وزراء باكستان بعد اغتيال لياقت علي خان عام 1951. ترك منصبه عندما قام الحاكم العام مالك غلام محمد بحل حكومته في عام 1953. |
| 3           |                                                                                            | محمد علي بوغرا محمد علی بوگرہ (1909–1963)                    | 17 أبريل 1953  | 12 أغسطس 1955          | 2 سنوات و117 أيام | —          | الرابطة الإسلامية                 |               | دبلوماسي وشخصية غير معروفة نسبيًا للسياسة الباكستانية، أنشأ بوجرا وزارة المواهب ولكن حلت إدارته في عام 1955 من قبل الحاكم العام بعد الانتخابات التشريعية في عام 1954. |
| 4           |                                                                                            | تشودري محمد علي چوہدری محمد علی (1905–1982)                  | 12 أغسطس 1955  | 12 سبتمبر 1956         | 1 سنة و31 أيام    | —          | الرابطة الإسلامية                 |               | أول تعيين من تحالف الرابطة الإسلامية ورابطة عوامي والحزب الجمهوري، أزيل من المنصب بعد تصويت حجب الثقة. |
| 5           |                                                                                            | حسين شهيد سهروردي حسین شہید سہروردی (1892–1963)              | 12 سبتمبر 1956 | 17 أكتوبر 1957         | 1 سنة و35 أيام    | —          | رابطة عوامي                       |               | استقال سهروردي، الذي اشتهر بذكائه في القانون، بسبب فقدانه السيطرة على حزبه. |
| 6           |                                                                                            | إبراهيم إسماعيل جندريكار ابراہیم اسماعیل چندریگر (1897–1960) | 17 أكتوبر 1957 | 16 ديسمبر 1957         | 60 أيام           | —          | الرابطة الإسلامية                 |               | ثاني أقصر رئيس وزراء مدًا، أنشأ جندريكار إدارته لكن حجبت عنه الثقة بعد 55 يومًا فقط من ولايته بقيادة أغلبية أصوات الحزب الجمهوري ورابطة عوامي. |
| 7           |                                                                                            | فيروز خان نون فیروز خان نون (1893–1970)                      | 16 ديسمبر 1957 | 7 أكتوبر 1958          | 295 أيام          | —          | الحزب الجمهوري                    |               | حُلت إدارة المحامي فيروز خان بعد أن ألغى رئيس حزبه إسكندر ميرزا الدستور في عام 1958 بهدف تمديد فترة ولايته. |
| 8           |                                                                                            | نور الأمين نور الامین (1893–1974)                            | 7 ديسمبر 1971  | 20 ديسمبر 1971         | 13 أيام           | 1970       | الرابطة الإسلامية الباكستانية     |               | أقصر رئيس وزراء مدة. بعد الانتخابات العامة في عام 1971، أصبح أمين رئيس الوزراء تحت إدارة يحيى. ومع ذلك فقد كان أيضًا النائب الأول والوحيد لرئيس باكستان من 1970 إلى 1972، حيث قاد باكستان في الحرب الباكستانية الهندية عام 1971. |
| 9           |                                                                                            | ذو الفقار علي بوتو ذوالفقار علی بھٹو (1928–1979)             | 14 أغسطس 1973  | 5 يوليو 1977           | 3 سنوات و325 أيام | 1977       | حزب الشعب الباكستاني              |               | استقال بوتو من منصب رئيس باكستان ليصبح رئيس الوزراء ذو صلاحية بعد إعادة إصدار الدستور، الأمر الذي أدى إلى إنشاء نظام حكم برلماني. وكان قد أطيح به انقلاب عام 1977 من قبل قائد الجيش محمد ضياء الحق في يوليو 1977. |
| 10          |                                                                                            | محمد خان جونيجو محمد خان جنیجو (1932–1993)                   | 24 مارس 1985   | 29 مايو 1988           | 3 سنوات و66 أيام  | 1985       | مستقل                             |               | انتخب جونيجو انتخابات غير حزبية في عام 1985، لذلك انتخب مستقلًا لكنه خدم الرابطة الإسلامية الباكستانية قبل توليه المنصب وأثناء توليه المنصب. أقاله رئيس الجمهورية بعد التعديل الثامن للدستور. |
| 11          | A head and shoulder shot of a woman in traditional Pakistani dress.                        | بينظير بوتو بے نظیر بھٹو (1953–2007)                         | 2 ديسمبر 1988  | 6 أغسطس 1990           | 1 سنة و247 أيام   | 1988       | حزب الشعب الباكستاني              |               | أصبحت بوتو أول امرأة في باكستان ترأس حزباً سياسياً رئيسياً، في عام 1982. وبعد ست سنوات، أصبحت أول امرأة تنتخب لقيادة دولة إسلامية. |
| 12          | A head and shoulder shot of a man from the left.                                           | نواز شريف میاں محمد نواز شریف (ولد 1949)                     | 6 نوفمبر 1990  | 18 يوليو 1993          | 2 سنوات و254 أيام | 1990       | الرابطة الإسلامية الباكستانية (ن) |               | انتخب شريف في 1 نوفمبر 1990. حل الرئيس غلام إسحاق خان حكومته في أبريل 1993، وأعاد للمحكمة العليا الباكستانية مهامها فيما بعد. نجا شريف من أزمة دستورية خطيرة عندما حاول الرئيس خان إقالته بموجب المادة 58-2 ب، في أبريل 1993، لكنه نجح في الطعن في القرار في المحكمة العليا. استقال شريف من منصب بعد التفاوض على تسوية أدت إلى عزل الرئيس أيضًا، في يوليو 1993. |
| 13 (11)     | A head and shoulder shot of a woman in traditional Pakistani dress.                        | بينظير بوتو بے نظیر بھٹو (1953–2007)                         | 19 أكتوبر 1993 | 5 نوفمبر 1996          | 3 سنوات و17 أيام  | 1993       | حزب الشعب الباكستاني              |               | أعيد انتخاب بوتو لولاية ثانية في عام 1993. ونجت من محاولة انقلاب عام 1995. حل الرئيس فاروق ليغاري حكومة بوتو في نوفمبر 1996. |
| 14 (12)     | A head and shoulder shot of a man from the left.                                           | نواز شريف میاں محمد نواز شریف (ولد 1949)                     | 17 فبراير 1997 | 12 أكتوبر 1999         | 2 سنوات و237 أيام | 1997       | الرابطة الإسلامية الباكستانية (ن) |               | أعيد انتخاب شريف رئيسًا للوزراء بتفويض حصري من جميع أنحاء باكستان لفترة ولاية ثانية غير متتالية، في فبراير 1997. أطيح بحكومته من قبل الجنرال برويز مشرف في أكتوبر 1999، وكانت الأحكام العرفية مفروضة في البلد بأكمله. |
| 15          | A bearded man sitting in an office.                                                        | مير ظفر الله خان جمالي میر ظفر اللہ خان جمالی (1944–2020)    | 23 نوفمبر 2002 | 26 يونيو 2004          | 1 سنة و216 أيام   | 2002       | الرابطة الإسلامية الباكستانية (ق) |               | انتخب جمالي رئيسا للوزراء في نوفمبر 2002. واصل السياسات الخارجية والاقتصادية لبرويز مشرف لكنه لم يكمل فترة ولايته واستقال من المنصب في يونيو 2004. |
| 16          | A side shot of a man looking at the camera.                                                | شودري شجاعت حسين چوہدری شجاعت حسین (ولد 1946)                | 30 يونيو 2004  | 26 أغسطس 2004          | 57 أيام           | —          | الرابطة الإسلامية الباكستانية (ق) |               | انتخب البرلمان شودري شجاعت حسين وخدم لمدة 50 يومًا قبل أن يحل محله شوكت عزيز. |
| 17          |                                                                                            | شوكت عزيز شوکت عزیز (ولد 1949)                               | 28 أغسطس 2004  | 15 نوفمبر 2007         | 3 سنوات و79 أيام  | —          | الرابطة الإسلامية الباكستانية (ق) |               | تولى عزيز منصب رئيس الوزراء في أغسطس 2004. وترك منصبه في نهاية الدورة البرلمانية، في نوفمبر 2007، وأصبح أول رئيس وزراء باكستاني يغادر المنصب بعد انتهاء الولاية البرلمانية. |
| 18          | A shot of a man during a meeting.                                                          | يوسف رضا الكيلاني سید یوسف رضا گیلانی (ولد 1952)             | 25 مارس 2008   | 19 يونيو 2012          | 4 سنوات و86 أيام  | 2008       | حزب الشعب الباكستاني              |               | انتخب الكيلاني رئيساً للوزراء في مارس 2008. ولكن أزلته المحكمة العليا من منصبه في أبريل 2012 بتهمة ازدراء المحكمة. |
| 19          |                                                                                            | راجه برويز أشرف راجا پرویز اشرف (ولد 1950)                   | 22 يونيو 2012  | 24 مارس 2013           | 275 أيام          | –          | حزب الشعب الباكستاني              |               | تولى أشرف منصب رئيس الوزراء في يونيو 2012، بعد إزلة يوسف رضا الكيلاني. |
| 20 (12 و14) |                                                                                            | نواز شريف میاں محمد نواز شریف (ولد 1949)                     | 5 يونيو 2013   | 28 يوليو 2017          | 4 سنوات و53 أيام  | 2013       | الرابطة الإسلامية الباكستانية (ن) |               | تولى شريف المنصب في 5 يونيو 2013 لفترة ثالثة غير متتالية بعد فوزه بـ 182/342 مقعدًا بأغلبية واضحة. استبعادته المحكمة العليا في 28 يوليو 2017 نتيجة قضية وثائق بنما. |
| 21          |                                                                                            | شاهد خاقان عباسي شاہد خاقان عباسی (ولد 1958)                 | 1 أغسطس 2017   | 31 مايو 2018           | 303 أيام          | —          | الرابطة الإسلامية الباكستانية (ن) |               | انتخب البرلمان شاهد خاقان عباسي رئيساً للوزراء بعد محاكمة نواز شريف. انتهت فترة ولايته في 31 مايو 2018 إلى جانب حل الجمعية الوطنية لتسهيل تشكيل حكومة تصريف الأعمال حتى الانتخابات العامة في 25 يوليو. |
| 22          |                                                                                            | عمران خان (ولد 1952)                                         | 18 أغسطس 2018  | 10 أبريل 2022          | 3 سنوات و235 أيام | 2018       | حركة الإنصاف الباكستانية          |               | أجريت الانتخابات العامة في 25 يوليو 2018، والتي أسفرت عن فوز حركة الإنصاف الباكستانية بـ 156/342 مقعدًا. تشكلت حكومة ائتلافية من 177 عضوًا من أحزاب حركة الإنصاف الباكستانية والحركة المتحدة القومية-لندن وحزب عوامي بلوشستان وغيرها. في 18 أغسطس 201، انتخاب عمران خان رئيسًا لوزراء باكستان. أجري في 10 أبريل 2022 تصويت حجب الثقة وعُزل من منصبه.               |
| 23          |                                                                                            | شهباز شريف میاں محمد شہباز شریف (ولد 1951)                   | 11 أبريل 2022  | 14 أغسطس 2023          | 1 سنة و125 أيام   | —          | الرابطة الإسلامية الباكستانية (ن) |               | انتخب شهباز شريف رئيسًا لوزراء باكستان بعد نجاح اقتراح سحب الثقة من عمران خان، وحظي ترشيحه بدعم جميع أحزاب المعارضة المشتركة التي صوتت على عزل رئيس الوزراء السابق من منصبه، فيما قاطع الحزب الحاكم السابق الانتخابات. |
| 24          |                                                                                            | شهباز شريف میاں محمد شہباز شریف (ولد 1951)                   | 4 مارس 2024    | في المنصب              | 1 سنة و72 أيام    | —          | الرابطة الإسلامية الباكستانية (ن) |               | أُجريت الانتخابات العامة في 8 فبراير 2024، وانتُخب شهباز شريف مرة أخرى رئيسًا للوزراء بدعم من الحركة القومية المتحدة، وحزب باب التقدم، وحزب الرابطة الإسلامية الباكستانية، والحزب الإسلامي التقدمي، والحزب الوطني، وحزب الرابطة الإسلامية الباكستانية، بالإضافة إلى الثقة والعرض من حزب الشعب الباكستاني..                                                        |

## روابط خارجية
- "Prime Ministers". المجلس الوطني الباكستاني. مؤرشف من الأصل في 2023-04-25. اطلع عليه بتاريخ 2012-07-01.
- "باكستان". موسوعة بريتانيكا. مؤرشف من الأصل في 2023-02-23. اطلع عليه بتاريخ 2012-07-01.